# Ligne d'Haparandabanan
La ligne d'Haparanda, (en suédois : Haparandabanan) est une ligne de chemin de fer de Suède de 159 km qui relie Boden à Haparanda au nord du golfe de Botnie et se prolonge vers Tornio en Finlande. Réservée au trafic fret depuis 1992, la réouverture au trains de voyageurs a eu lieu le 1er avril 2021.
Seule connexion ferroviaire entre la Finlande et l'Europe (malgré un écartement de rail différent), la ligne a un intérêt stratégique et a fait l'objet d'une rénovation au début des années 2000.

## Histoire

### Construction
Les travaux se sont étalés de 1900 à 1915 : 
- Boden - Morjärv est achevé en 1902,
- Morjärv - Lappträsk est achevé en 1910
- Lappträsk - Haparanda sera le dernier tronçon inauguré, parallèlement à l'embranchement entre Karungi et Övertorneå.

À cette époque, la Finlande est encore sous contrôle de l'Empire russe. La gare de Haparanda est donc une gare frontière avec des opérations de contrôle douanier, ce qui justifie la construction d'un imposant bâtiment. 
La liaison de 3,4 km avec la Finlande, par le pont sur le Torne qui constitue la frontière, a été ouverte en 1919.

### Seconde Guerre mondiale
Durant ce conflit, les deux pays sont neutres mais entourées de nations en guerre. Le port de Petsamo, territoire Finnois à l'époque, situé sur la mer de Barents, est utilisé pour les approvisionner, et la ligne de Haparanda permet ainsi de ravitailler la Suède (avec transbordement dans cette ville pour s'affranchir de la différence d'écartement).

### Années 1960: Embranchement de Kalix
Après la Seconde Guerre mondiale, une importante usine de pâte à papier située à Karlsborg (commune de Kalix) sollicite un raccordement au rail. Une ligne de 38 km qui s'embranche au niveau du village de Morjärv est alors construite et ouverte le 30 novembre 1961. Les 30 premiers kilomètres rejoignent Kalix, et les huit suivants – financés par la société forestière AssiDomän – desservent l'usine papetière. En 1988, le gestionnaire de réseau Banverket, nouvellement créé, prend la gestion de l'embranchement industriel.

### Fermeture du trafic voyageur
Vu la faible densité de population, le trafic de passagers était assuré par des autorails Y1, mais ils seront remplacés en 1992 par des bus aussi rapides que ces trains. L'embranchement vers Övertorneå avait déjà été délaissé en 1984.
À l'été 2000, des circulations touristiques sont organisées avec un train à vapeur, mais l'expérience ne sera pas renouvelée. L'infrastructure est en mauvais état mais est toujours parcourue plusieurs fois par jour par des trains de fret (bois, acier, minerai).

### Rénovation et construction de la nouvelle ligne
Entre 2004 et 2011, des travaux de rénovation et d'électrification du tronçon Boden - Morjärv - Kalix - Karlsborg ont été réalisés. Le 19 décembre 2011, le premier train de fret électrique a emprunté cette voie. 
Pour atteindre Haparanda, les Chemins de fer Suédois ont privilégié la construction d'une ligne nouvelle de 43 km entre Karlsborg et Haparanda plutôt qu'un renouvellement du sinueux tracé par Karungi. Cette nouvelle infrastructure est réalisée entre 2006 et 2012 et permet de rouler à grande vitesse, dans la perspective d'un retour du trafic voyageur, alors que la tortueuse section de Boden à Morjärv reste limitée à 90 km/h. Le coût des travaux s'est élevé à environ 3,6 milliards de couronnes suédoises, dont 40 millions financés par l'Union européenne. La ligne est désormais modernisée et électrifiée de bout en bout. Le tronçon entre Morjärv et Haparanda via Karungi est abandonné. 
Depuis le 1er avril 2021, Le parcours en train de voyageurs, assurés par la compagnie Norrtåg, s'effectue en 1 h 23 min, contre 2 h 30 min en 1992.